# Carrocera (kommunhuvudort)
Carrocera är en kommunhuvudort i Spanien.   Den ligger i provinsen Provincia de León och regionen Kastilien och Leon, i den norra delen av landet, 300 km nordväst om huvudstaden Madrid. Carrocera ligger 1 050 meter över havet och antalet invånare är 559.
Terrängen runt Carrocera är huvudsakligen kuperad, men söderut är den platt. Runt Carrocera är det glesbefolkat, med 14 invånare per kvadratkilometer. Närmaste större samhälle är La Pola de Gordón, 9,1 km nordost om Carrocera. 